# إيرني كيس
إيرني كيس (بالإنجليزية: Ernie Case) هو لاعب كرة قدم أمريكية أمريكي، ولد في 23 نوفمبر 1920 في بوست في الولايات المتحدة، وتوفي في 13 ديسمبر 1995.